# بستمسو اوزدمیر
بستمسو اوزدمیر (انگلیسی: Bestemsu Özdemir؛ زادهٔ ۲۰ آوریل ۱۹۹۲) بازیگر اهل ترکیه است.